# Furninha
A Furninha, Gruta da Furninha ou Cova de Dominique, é uma gruta natural na vertente sul da península de Peniche. Situa-se num bordo das falésias entre o Forte de Peniche e o Cabo Carvoeiro, virada para o mar (39°21'21"N / 9°24'4"W), sendo testemunho da presença mais ocidental da Europa do Homem de Neandertal, extinto há cerca de 40.000 anos. Foi também habitada pelo Homo Sapiens, durante o Neolítico.

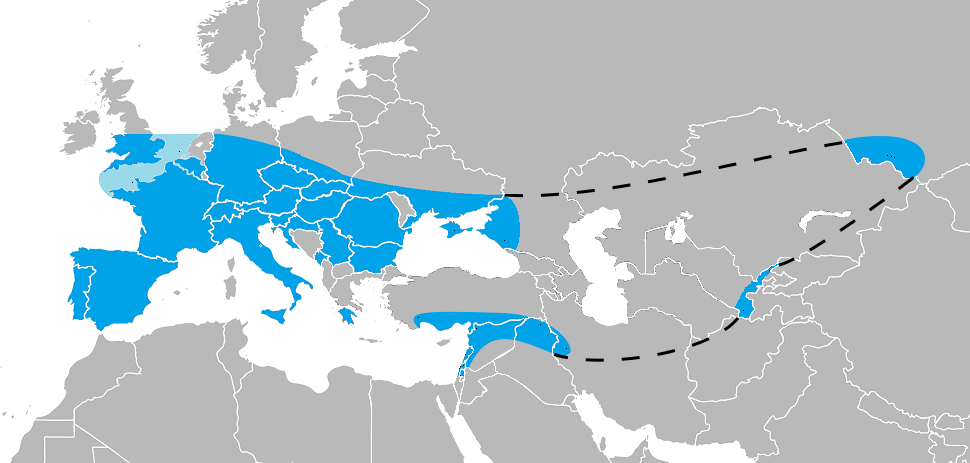
Extensão máxima do território ocupado pelo neandertal.

A gruta da Furninha foi explorada no final do século XIX por Nery Delgado que, após trabalho exaustivo, demonstrou ser essa gruta património arqueológico de enorme importância: é um marco, no seu extremo ocidental, de um vasto território habitado pelo Homem de Neandertal, que se estendia através da Europa desde os seus limites orientais até à Península Ibérica.
A escavação e o estudo de Nery Delgado revelam ter havido na Furninha ocupação animal no Paleolítico Inferior e humana no Paleolítico Médio (Homem de Neandertal) e no final do Calcolítico (Homem Moderno). Delgado dá ainda como provadas práticas de antropofagia dos neandertais da Furninha que, mau grado a proximidade do mar, eram sobretudo caçadores.

## Património
O interesse histórico da Furninha é ditado pelo valor patrimonial dos achados e como  monumento geológico.

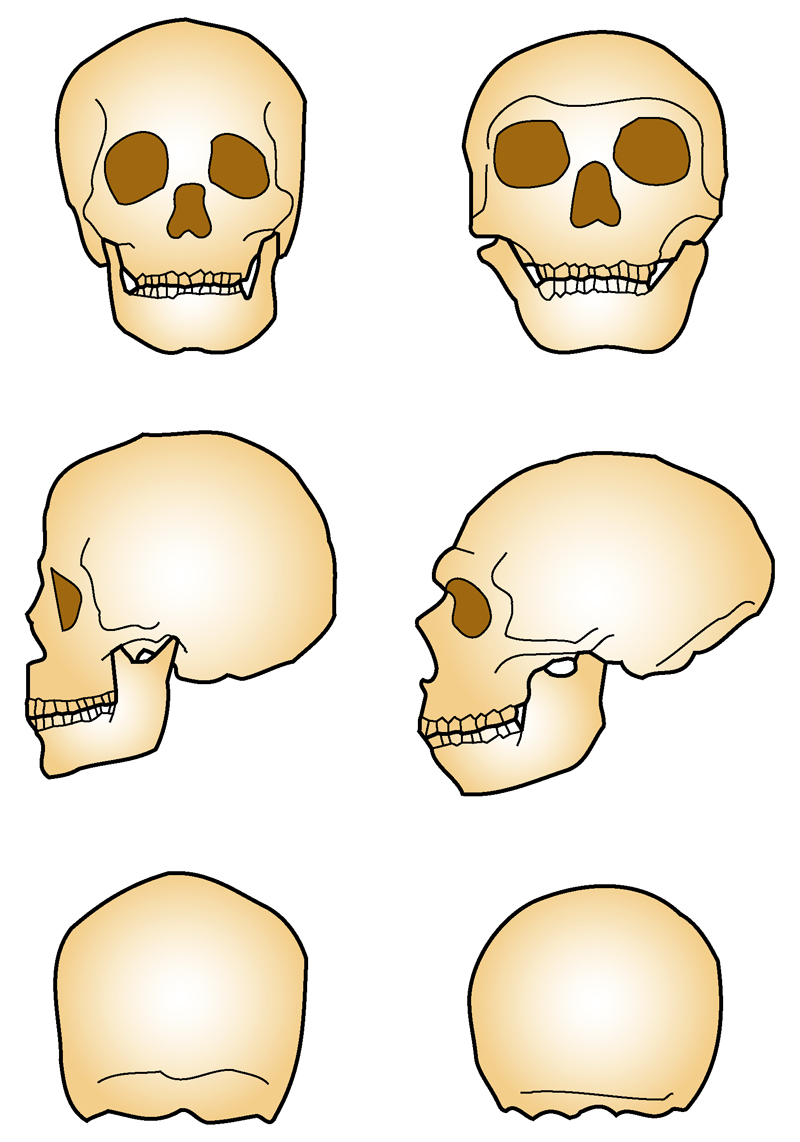
Comparação dos crânios do homo sapiens (esquerda) e do neanderthalensis (direita).

 Enquanto abrigo e necrópole revelou a presença pré-histórica de vários humanos, do Homem de Neandertal ao Homo sapiens sapiens (Homem Moderno), por entre outros diversos vestígios: fauna do período quaternário, peixes e mamíferos, utensílios de osso e cerâmica. Enquanto monumento, face visível, no seu contexto geológico, de um longo período de mutações da Terra, mesmo antes da formação dos oceanos,  faz parte de um conjunto de formações rochosas únicas em todo o mundo
Tal particularidade é reforçada pela importante descoberta, em sua vizinhança, de forte presença Neandertal. Não muito longe dali, no Vale do Lapedo, foi explorada uma gruta, conhecida como Lagar Velho, com despojos funerários de uma criança, o célebre Menino do Lapedo, que se provou  e se comprovou por análise genética, ser um híbrido de Neandertal e de Homem Moderno, o que abre caminho a um novo entendimento da evolução do Homem, visto se supor até então que não teria havido cruzamentos.

## Estado
Desde a exploração de Nery Delgado e por muitos anos que o local esteve em total abandono, mau grado insistentes apelos feitos às autoridades locais para a necessidade de preservar, musealizar e promover a Furninha enquanto património e enquanto atração cultural e turística. Entretanto, desde agosto de 2017, que foi melhorada tanto a sinalização como a limpeza da gruta.
A observação de várias fotografias tiradas dentro da gruta por geólogos (ver referências e ligações externas) revela a existência de uma fina camada de flora, ao que parece em íntima relação com fungos, com cores intensas, com predominância de zonas verdes, amarelas e avermelhadas, isto é, um ecossistema único: microfauna específica, vermes verdes, minúsculos pardais, etc.
É de admitir que as paredes da Furninha estão cobertas de nutrientes criados pela mistura de infiltrações de águas da chuva, que pingam do respiradouro da abóboda, com as gotículas de água salgada que entram gruta dentro levadas pelo vento em dias de mau tempo.

## A Furninha na tradição oral
A gruta da Furninha é vulgarmente conhecida como Cova de Dominique por via da tradição oral, como registo da memória colectiva. Deve-se esse nome a um salteador solitário e esquivo que nela se refugiava, um tal Dominique.
Tem ainda registo na lenda, Lenda de um amor de Peniche, na pessoa de de Dona Leonor, filha de um pai abastado que se opunha à paixão que ela tinha pelo jovem D. Rodrigo, de uma família rival. Por isso há quem igualmente designe as arribas circundantes como Passos de Dona Leonor.